# Tess Arnone
Tess Arnone (* 13. Oktober 2003 in Steamboat Springs, Colorado) ist eine US-amerikanische Nordische Kombiniererin.

## Werdegang
Arnone, die für den Steamboat Springs Winter Sports Club startet, gab ihr internationales Debüt am 30. Januar 2018 beim inoffiziellen Juniorenwettbewerb im Rahmen der Nordischen Junioren-Skiweltmeisterschaften 2018 in Kandersteg, wo sie den 28. Platz belegte. Ende August 2018 startete sie im Youth Cup in Oberstdorf, wobei sie auch hier lediglich Ränge im Mittelfeld erreichte. Ihr Continental-Cup-Debüt gab sie am 14. Dezember 2018 beim Wettkampf im heimischen Steamboat Springs, den sie auf dem achten Rang beendete. Auch am darauffolgenden Wochenende konkurrierte Arnone in Park City im Continental Cup, trat dann aber bei keinen weiteren Stationen an. Sie schloss die Saison auf dem 15. Platz der Gesamtwertung ab. Bei den Nordischen Junioren-Skiweltmeisterschaften 2019 in Lahti belegte sie den 31. Rang.
In Abwesenheit der Vorjahressiegerin Tara Geraghty-Moats gewann Arnone im Juli 2019 die Silbermedaille bei der nationalen Meisterschaft in Park City, welche im Massenstart vergeben wurde. Zum Saisonauftakt 2019/20 lief sie im Continental Cup zweimal unter die besten Zehn, gewann im restlichen Saisonverlauf allerdings nur noch weitere vier Punkte. Bei den Olympischen Jugend-Winterspielen 2020 in Lausanne belegte Arnone Platz 14. Anderthalb Monate später nahm sie an den Nordischen Junioren-Skiweltmeisterschaften 2020 in Oberwiesenthal teil, wo sie Rang 25 im Gundersen Einzel erreichte sowie Siebte im Mixed-Team wurde. Die Saison beendete sie auf dem 26. Platz in der Gesamtwertung des Continental Cups.
Beim historisch ersten Weltcup-Wettbewerb der Frauen am 18. Dezember 2020 in der Ramsau belegte Arnone den 30. Platz und gewann so ihren ersten Weltcup-Punkt. Mitte Februar 2021 nahm sie erneut an den Nordischen Junioren-Skiweltmeisterschaften in Lahti teil, wo sie den 30. Rang im Gundersen Einzel belegte. Wenige Wochen später war sie Teil der US-amerikanischen Delegation bei den Nordischen Skiweltmeisterschaften in Oberstdorf, wo die erste Medaillenentscheidung in der Nordischen Kombination der Frauen ausgetragen wurde. Arnone lag nach dem Sprunglauf bereits mit knapp sechseinhalb Minuten hinter der Führenden, verlor auf der Loipe eine weitere Minute und beendete das Rennen schließlich auf dem 28. Platz.

## Statistik

### Weltcup-Platzierungen
| Saison  | Platz | Punkte |
| ------- | ----- | ------ |
| 2020/21 | 30.   | 001    |

### Continental-Cup-Platzierungen
| Saison  | Platz | Punkte |
| ------- | ----- | ------ |
| 2018/19 | 15.   | 123    |
| 2019/20 | 26.   | 062    |
| 2021/22 | 28.   | 028    |
| 2022/23 | 23.   | 070    |